# Jaral del Progreso
Jaral del Progreso é um município do estado de Guanajuato, no México.